# Жан Грюмельон
Жан Грюмельон (фр. Jean Grumellon, 1 червня 1923, Сен-Серван-сюр-Мер — 30 грудня 1991, Сен-Мало) — французький футболіст, що грав на позиції нападника, зокрема за «Ренн» та національну збірну Франції.

## Клубна кар'єра
У дорослому футболі дебютував 1947 року виступами за команду «Ренн», в якій провів п'ять сезонів, взявши участь у 156 матчах чемпіонату.  Більшість часу, проведеного у складі «Ренна», був основним гравцем атакувальної ланки команди. У складі «Ренна» був одним з головних бомбардирів команди, маючи середню результативність на рівні 0,69 гола за гру першості. У сезоні 1949/50 відзначився 24-ма забитими голами в іграх Ліги 1, ставши найкращим бомбардиром турніру.
Згодом з 1952 по 1954 рік грав у складі команд «Ніцца», «Монако» та «Гавр».
Завершував ігрову кар'єру у своєму рідному «Ренні». Повернувся до нього 1954 року, захищав його кольори до припинення виступів на професійному рівні у 1956.

## Виступи за збірну
1949 року дебютував в офіційних матчах у складі національної збірної Франції.
Загалом протягом чотирирічної кар'єри в національній команді провів у її формі 10 матчів, забивши 5 голів.
Помер 30 грудня 1991 року на 69-му році життя у місті Сен-Мало.